# Ferula rubroarenosa
Ferula rubroarenosa är en flockblommig växtart som beskrevs av Jevgenij Korovin. Ferula rubroarenosa ingår i släktet stinkflokesläktet, och familjen flockblommiga växter. Inga underarter finns listade i Catalogue of Life.